# وحید مژده
احمد وحید مژده (۱۳۳۲ در بغلان - ۲۹ عقرب ۱۳۹۸ در کابل) کارشناس مسایل سیاسی و نویسنده اهل افغانستان بود. او مخالف حضور نیروهای نظامی آمریکا در افغانستان منتقد حکومت افغانستان و شخص نزدیک به طالبان بود. مژده در نشست‌های بین‌الافغانی در مسکو و دوحه قطر نیز شرکت داشت. این گفتگوها میان نماینده‌های سیاسی افغانستان و طالبان در جریان بود.

## زندگی‌نامه
وحید مژده در سال ۱۳۳۲ در ولایت بغلان در خانواده‌ای تحصیل‌کرده متولد شد. پدر وی عبدالحکیم مژده شخصیتی نامور بود که در دهه دموکراسی صاحب امتیاز جریده‌ای به‌نام اتحاد ملی بود. وحید مژده تحصیلات ابتداییه را در ولایت بغلان و دوره عالیه را در لیسه حبیبیه به پایان رسانید. در سال ۱۹۷۷ از دانشکده اقتصاد دانشگاه کابل فارغ گردید.
پس از انقلاب ثور مجبور به ترک وطن شده به پاکستان و ایران مهاجر گردید. در ایران در بخش‌های نظامی، سیاسی و فرهنگی کار نموده؛ و هم جهاد مسلحانه نموده‌است. در وقت جهاد در نشرات جهاد در کویته کار نموده تعداد زیادی از مقاله‌های آن به چاپ رسیده‌است.
پس از سال ۱۳۷۲ و آغاز جنگ‌های داخلی گوشه‌نشینی اختیار نمود. در سال آخر حکومت ربانی به حیث عضو ارشد وزارت خارجه افغانستان اجرای وظیفه نموده‌است. او در زمان طالبان عضو ارشد وزارت خارجه افغانستان بود.
پس از ۵ سال خدمت به حکومت طالبان کتابی به نام «افغانستان و پنج سال سلطه طالبان» و کتاب دیگری نیز در بارهٔ «روابط سیاسی ایران و افغانستان در قرن بیستم» نگاشته‌است. از مدت یک سال و نیم می‌شد که بالای کتاب روابط افغانستان و ایران در قرن ۲۱ کتاب کار و جستجو می‌نمود.
وحید مژده با تندروترین گروه‌ها و حزب‌های مانند حزب اسلامی گلبدین حکمتیار، و مکتب خدمات مجاهدین که توسط عبدالله اعزامی رهبری می‌شد کار کرده ‌است. وحید مژده وظیفۀ شخصی در دولت نداشت. او منتقد دولت افغانستان مخالف حضور نیروهای آمریکایی در افغانستان و دارای نظریات نزدیک به طالبان بود.

## ترور وحید مژده
وحید مژده حوالی ساعت ۵ شام مورخ ۲۹ عقرب سال ۱۳۹۸ هنگامی که می‌خواست به طرف مسجد غرض در شهر کابل برای ادای نماز برود، نزدیک سفارت روسیه از طرف دو نفر که سوار بر موتورسیکلت بودند، ذریعه فیر مرمی کشته شد.

## کتاب‌ها
- افغانستان و پنج سال سلطۀ طالبان، تهران: نشر نی، چاپ اول: ۱۳۸۲.
- روابط سیاسی ایران و افغانستان در قرن بیستم، ۱۳۸۹[=۲۰۱۰].